# Week-end Family
Week-end Family ou Week-end en famille au Québec est une série télévisée française diffusée depuis le 23 février 2022 sur Disney+. Elle est également rediffusée sur TMC depuis le 31 mars 2023.

## Synopsis
Fred, un ostéopathe, doit s'occuper pendant le week-end de ses trois filles, qu'il a eues avec trois femmes différentes : Clara, Victoire et Romy. Un jour, il rencontre Emmanuelle, une étudiante en psychologie québécoise, dont il va tomber sous le charme mais avec qui il craint de devoir repenser l'organisation de ses week-ends.

## Distribution
- Éric Judor : Fred
- Daphnée Côté-Hallé : Emmanuelle
- Liona Bordonaro : Clara
- Midie Dreyfus : Victoire
- Roxane Barazzuol : Romy
- Hafid F. Benamar : Stan, le meilleur ami de Fred
- Anabel Lopez : Helena, la mère de Romy
- Annelise Hesme : Laurence, la mère de Clara
- Jeanne Bournaud : Marie-Ange, la mère de Victoire
- Séphora Pondi : Cora, la meilleure amie d'Emmanuelle
- Jessyrielle Massengo : Houria, la meilleure amie de Clara

## Production
Il s'agit de la première production française créée pour Disney+ depuis l'ouverture du service en 2020.

## Épisodes

### Première saison (2022)
1. Nouveau départ
2. Zéro conso
3. Double axel
4. Sous l'eau
5. La Fête des voisins
6. Adieu au ranch
7. Le Retour à la nature
8. Tout recommence

Épisode spécial
Un épisode spécial Noël est sorti le 9 décembre 2022, intitulé Week-end Family : Un Noël gagnant-gagnant.

### Deuxième saison (2023)
La deuxième saison est mise en ligne le 5 avril 2023.
1. Opération Venise
2. Surprise surprise
3. La Boom
4. Qui veut la peau de Fred?
5. Vos mères et moi
6. Attention au départ
7. Radio Caroline
8. Home sweet home